# 異義
| ウィキペディアには「異義」という見出しの百科事典記事はありません（タイトルに「異義」を含むページの一覧/「異義」で始まるページの一覧）。 代わりにウィクショナリーのページ「異義」が役に立つかもしれません。 |